# Harushio (lớp tàu ngầm)
Tàu ngầm lớp Harushio (tiếng Nhật:はるしお) là loại tàu ngầm điện-diesel của Lực lượng Phòng vệ Biển Nhật Bản. Thiết kế của nó được nâng cấp từ tàu ngầm lớp Yūshio với kích thước lớn hơn một tí cùng việc giảm tiếng động khi vận hành. Chiếc Asashio được thay đổi để thử nghiệm loại động cơ đẩy không cần không khí.